# Herbert Aschmann
Herbert Aschmann (* 6. Juni 1913 in Meißen; † 20. November 1975 in Meißen) war ein deutscher Maler und Bühnenbildner. Er war Mitglied der Künstlergruppe Das Ufer.

## Leben
Herbert Aschmann wurde 1913 als Sohn eines Arbeiters der Hille-Werke im Arbeiterwohnbezirk Triebischtal geboren. Von 1927 bis 1931 absolvierte er in Dresden eine Lehre als Gebrauchsgraphiker. Von 1933 bis 1939 studierte er an der Staatlichen Akademie für Kunstgewerbe bei Max Frey und Arno Drescher. Anschließend war er bis 1950 freischaffend tätig.
1938 erhielt er seinen ersten größeren Auftrag: für die Stadt Meißen fertigte er im Ratssitzungssaal eine Sgraffito-Arbeit nach dem ältesten Stadtbild Meißens von 1558 von Hiob Magdeburg.
Er gestaltete die mehrstöckigen Glasfenster der damaligen Wilhelm-Pieck-Oberschule in Coswig, Sgraffitos in der Eingangshalle der Verkehrshochschule Dresden und zusammen mit Gerhard Schiffner Sgraffitos am Wohnblock der Herbert-Böhme-Straße 8 in Meißen sowie am Schulneubau in Munzig. Die Sonnenuhr am Meißner Rathaus, wurde von Schlossermeister Ernst Mann nach Entwürfen von Herbert Aschmann gefertigt.
Neben seiner Tätigkeit als  Maler trat  er ab 1950 vorwiegend als Bühnen- und Kostümbildner in Erscheinung. Von 1950 bis 1963 arbeitete er am Stadttheater Meißen, von 1963 bis 1967 am Stadttheater Görlitz/Zittau und 1967 bis 1969 am Deutsch-Sorbischen Volkstheater in Bautzen. Aschmann war Mitglied des Verbands Bildender Künstler der DDR.
2010 erhielt das Stadtmuseum Meißen den Nachlass des Malers aus dem Familienbesitz.

## Tafelbilder (Auswahl)
- Ebereschen (Öl, 1950)[1]
- Für Frieden und Freiheit/Kölner Dom (Öl, 1951; mit Walter Meinig; im Bestand der Galerie Neue Meister Dresden)[2]
- Stahlwerker (Öl, 1953; im Bestand des Sächsischen Kunstfonds)[3]
- Theaterumbau in Meißen (Öl, 1956)[4]
- Begegnung auf der Elbe (Öl; ausgestellt 1958/1959 auf der Vierten Deutschen Kunstausstellung)[5]
- Hopfenernte (Öl, 1959; im Bestand des Sächsischen Kunstfonds)[6]
- Kaolinverladung (Öl; ausgestellt 1962/1963 auf der Fünften Deutschen Kunstausstellung)[7]

## Ausstellungen (unvollständig)

### Einzelausstellungen
- 1973: Meißen, Stadt- und Kreismuseum Meißen (zum 60. Geburtstag)
- postum 2013: Meißen, Stadtmuseum Meißen (zum 100. Geburtstag)

### Ausstellungsbeteiligungen
- 1946: Wurzen, Stadthaus Wurzen, November/Dezember, „Wurzener Kunstausstellung 1946“
- 1947, 1948: Meißen, Stadtmuseum Meißen, Erste und Zweite Ausstellung Meissner Künstler
- 1949: Meißen, Stadtmuseum Meißen, Oktober/November, „3. Ausstellung der Künstler des Kreises Meissen“
- 1950: Meißen, „Kunstausstellung 1950“
- 1951: Meißen, Stadtmuseum Meißen, September/Oktober, „5. Jahresausstellung der Künstler des Kreises Meissen“
- 1951: Berlin, Museumsbau am Kupfergraben, Dezember/Januar, „Künstler schaffen für den Frieden“
- 1953, 1958/1959 und 1962/1963: Dresden, Albertinum, Dritte bis Fünfte Deutsche Kunstausstellung
- 1954: Dresden, Albertinum, Dezember bis Februar, „Erste Bezirksausstellung des Verbandes Bildender Künstler“
- 1955: Berlin, Pergamonmuseum, Januar/Februar, „Zeitgenössische Deutsche Grafik“
- 1972 und 1974: Dresden, Bezirkskunstausstellungen
- postum 1984: Dresden, Residenzschloss Dresden, September/Oktober, „Das Ufer“

## Auszeichnungen
- 1958, 1963 und 1973 Kunstpreis der Stadt Meißen